# Theodor Krancke (Baurat)
Theodor Krancke (* 18. Februar 1820 in Hannover; † 28. Januar 1897 in Berlin) war ein deutscher Eisenbahn-Bauingenieur und hannoverscher bzw. preußischer Baubeamter. Krancke war wesentlich am Ausbau des hannoverschen Bahnnetzes beteiligt, wurde danach in Bremen und Magdeburg fast ausschließlich im Eisenbahnbetrieb tätig, bis ihn sein Wirkungskreis in Berlin wieder mehr der Bautätigkeit nahebrachte.

## Leben
Theodor Krancke erhielt seine Schulbildung zunächst auf dem Lyceum und später der an Polytechnischen Schule Hannover.
Im Jahr 1840 wurde er zum hannoverschen Bauconducteur ernannt. In dieser Position baute er die Kettenbrücke in Hameln. Nach erfolgreichem Abschluss des Baus wurde er von der Stadt Mannheim mit dem Bau der dortigen Kettenbrücke betraut, neben der Hamelner Brücke eines der ersten Bauwerke dieser Art in Deutschland. Danach wechselte er als Ingenieur in den Dienst der Königlich Hannöverschen Staatseisenbahnen, wo er u. a. den Bau der Leinebrücken bei Herrenhausen ausführte und bei den Bauten der Hannöverschen Südbahn tätig wurde. 1854 wurde er 1854 zum Betriebsinspektor, 1856 zum Betriebsdirektor in Göttingen ernannt und als solcher 1864 nach Bremen versetzt. Krancke wechselte 1861, noch vor der Annexion Hannovers 1866, in den preußischen Staatsdienst über. Diesen verließ er aber bereits 1862 wieder, um als Betriebsdirektor und Mitglied des Direktoriums der Magdeburg-Leipziger Eisenbahn-Gesellschaft nach Magdeburg überzusiedeln.
Das Unternehmen wurde 1880 verstaatlicht und Krancke trat als Regierungs- und Baurat erneut in den preußischen Staatsdienst ein. Bereits ein Jahr später erfolgte seine Beförderung zum Oberbaurat und Dirigent der III. Abteilung an die Königliche Eisenbahndirektion Berlin versetzt. Ab 1885 war er dort Vertreter des Präsidenten. Im Zuge der Neuordnung der Staatsbahnverwaltung wurde er am 1. April 1895 als Geheimer Baurat zur Verfügung gestellt.
Privat war Krancke umfangreich tätig. So betätigte er sich als Sänger im hannoverschen Künstlerverein. Engere Beziehungen unterhielt er zu Heinrich Marschner, Ignaz Lachner, August Niemann und Theodor Wachtel. Er war zeitweise Vorsitzender des Magdeburger Architekten- und Ingenieurvereins. Später wurde er umfangreich im geschäftsführenden Ausschuss des Vereins deutscher Eisenbahn-Verwaltungen tätig. 
Theodor Krancke starb am 28. Januar 1897 nach langer Krankheit. 

## Auszeichnungen
Theodor Krancke wurde der preußische Roter Adlerorden III. Klasse mit der Schleife und der preußische Kronenorden II. Klasse verliehen.